# Altica inconspicua
Altica inconspicua es una especie de  coleóptero de la familia Chrysomelidae. Fue descrita científicamente por primera vez en 1966 por Kral.